# (69460) Christibarnard
(69460) Christibarnard est un astéroïde de la ceinture principale.

## Description
(69460) Christibarnard est un astéroïde de la ceinture principale. Il fut découvert le 17 octobre 1996 à Colleverde par Vincenzo Silvano Casulli. Il présente une orbite caractérisée par un demi-grand axe de 2,29 UA, une excentricité de 0,15 et une inclinaison de 5,9° par rapport à l'écliptique.